# 中国（昆山）品牌产品进口交易会
中国（昆山）品牌产品进口交易会（China Import Expo, Kunshan，CIE），简称“进交会”，创办于2012年，原名中国国际进口产品博览会，由中国国际商会、江苏省人民政府主办，是中国第一个专门以促进和扩大国外产品进口为宗旨的专业性国际博览会。第二届起改为现名，由中国商务部、中国贸促会和江苏省人民政府共同主办，是中国首个经国务院批准的国家级专业进口交易平台，于每年5月中下旬在江苏省昆山市举行。

## 概况
随着中国经济的快速发展，对外贸易取得了长足进步和巨大成就，进口市场需求日益扩大，“十二五”期间，党中央、国务院高度重视，明确提出要加快外贸发展方式转变步伐，实现由出口为主向进口和出口并重转变，积极促进和扩大进口，进一步降低贸易顺差，促进国际收支基本平衡和对外贸易平衡发展。在此宏观背景下，中国国际进口产品博览会应运而生，并紧紧围绕“十二五”时期重点引进的先进技术、关键设备和重点发展的新兴产业组织展示和交易。
博览会由中国国际商会和江苏省政府主办，中国国际商会秘书局、江苏省商务厅、江苏省外办、江苏省贸促会、苏州市政府、昆山市政府承办。博览会得到了国家商务部、中国贸促会、海关总署等国家有关部门和单位的大力支持，并邀请到国际商会(ICC)、美国国际商会、美中贸易全国委员会、德国中小企业联合总会、巴黎工商会、英中贸易协会、澳大利亚贸易委员会、大韩商工会议所、新加坡工商联合总会、香港中华总商会、台北世贸中心等29家海外贸易促进机构作为海外支持单位。

## 历届数据
| 届数   | 举办日期         | 累计到会观众（万人次） |
| ------ | ---------------- | ---------------------- |
| 第一届 | 2012年3月29-31日 | 7.2                    |
| 第二届 | 2013年5月15-18日 | 5.82                   |
| 第三届 | 2014年5月14-17日 | 5                      |
| 第四届 | 2015年5月20-23日 | 4.7                    |
| 第五届 | 2016年5月19-21日 | 3.73                   |
| 第六届 | 2017年5月17-19日 | 3.82                   |
| 第七届 | 2018年5月16-18日 | 3.6                    |